# Stadler TINA

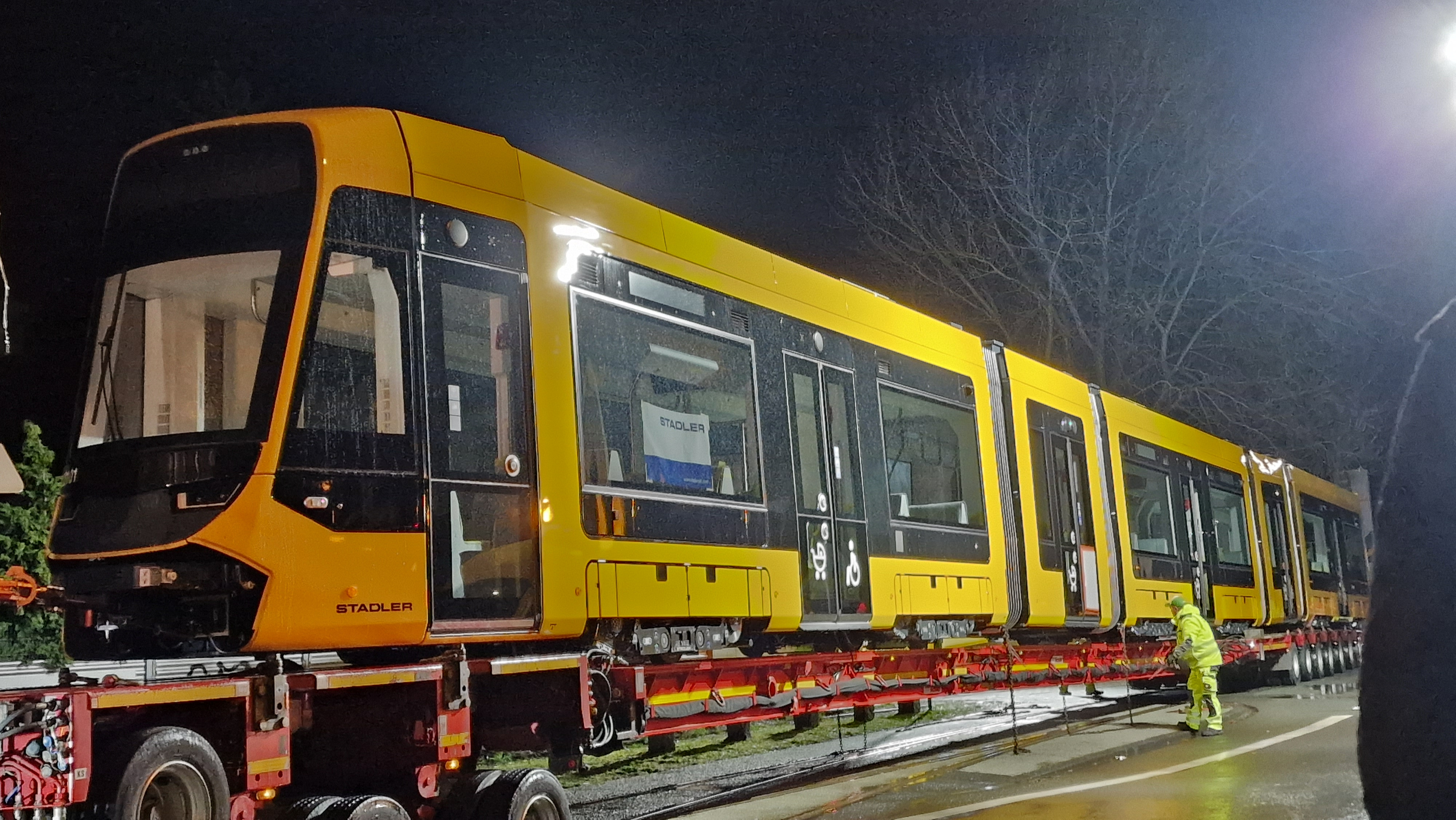
Een TINA (ST15) bij aflevering in Darmstadt.

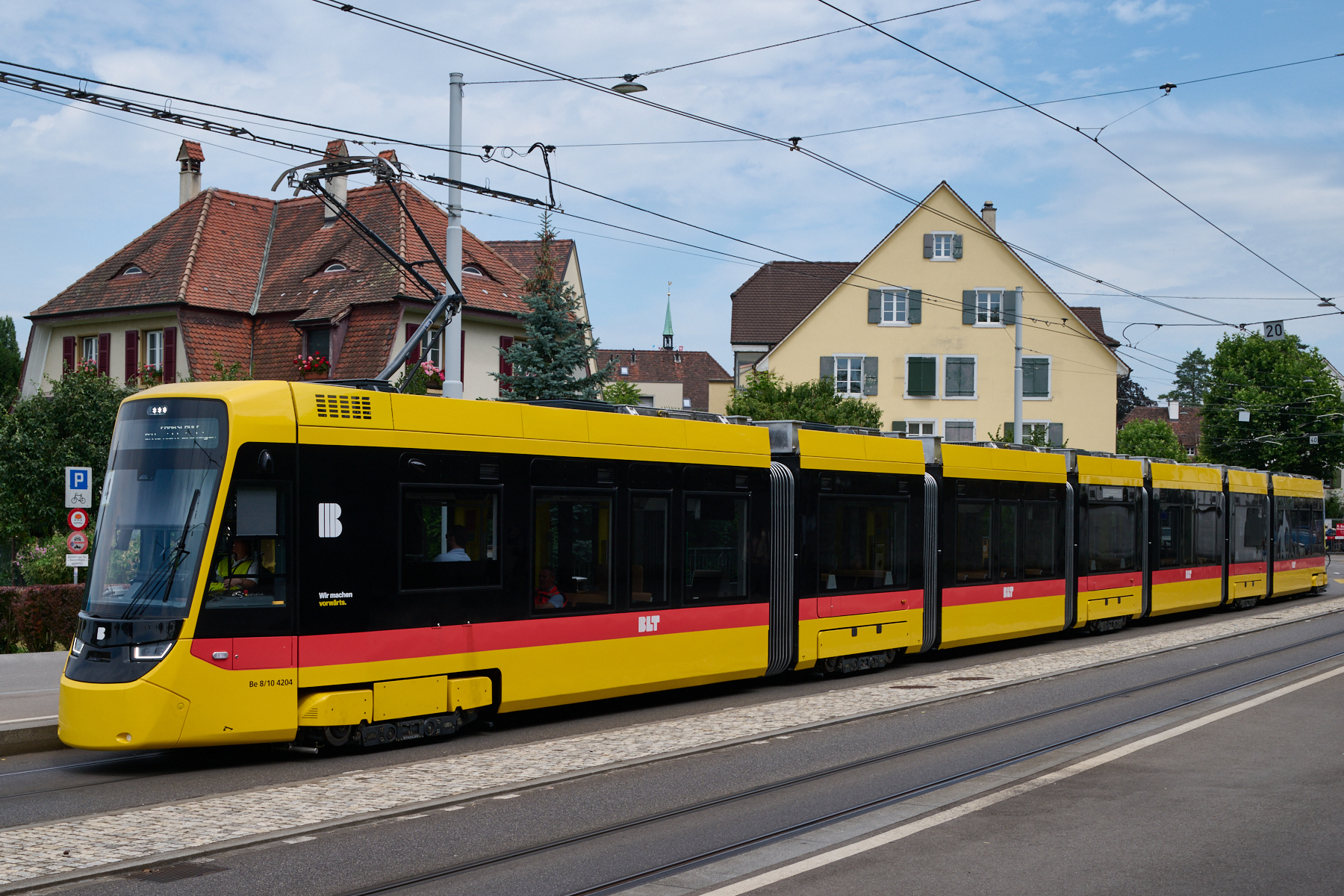
Een Tina van de BLT in Basel.

De TINA is een modulair tram-concept van het Zwitserse Stadler Rail. De afkorting TINA staat voor Total Integrierter Niederflur-Antrieb. Uit het Duits vertaald betekent het "volledig geïntegreerde lagevloeraandrijving".

## Kenmerken
De TINA is verkrijgbaar in versies met een grotendeels lagevloer. In tegenstelling tot veel andere lagevloertrams hebben TINA trams wel draaistellen. Het voordeel hiervan is onder meer meer comfort voor de passagiers en minder slijtage aan de rails. Er zijn varianten bestelbaar voor een spoorwijdte van  1000 mm (meterspoor), 1435 mm (normaalspoor) en 1524 mm. Ook is het type verkrijgbaar in verschillende lengtes en breedtes. Zodoende kunnen TINA voertuigen behoorlijk van elkaar verschillen.

## Overzicht
- Darmstadt (HEAG Mobilo),[1] de eerste van 25 trams kwam eind 2023 in dienst.
- Bazel (BLT),[2] de eerste van 25 trams kwam eind 2024 in dienst.[3]
- Rostock (RSAG), de eerste van 28 trams komen in 2025 in dienst.[4]
- Halle (HAVAG), de eerste van 56 trams komen eind 2025 in dienst.
- Den Haag (HTM), de eerste van 62 trams komen in 2026 in dienst.
- Gera (GVB), de eerste van 6 trams komen in 2026 in dienst.